# Pablo Batalla
Pablo Martín Batalla (Córdoba, 16 januari 1984) is een Argentijns oud-profvoetballer die voetbalde bij onder andere Bursaspor in Turkije en Beijing Guoan in China.Daarvoor heeft hij nog gespeeld voor onder andere CA Vélez Sársfield en CF Pachuca, maar mocht nooit internationaal uitkomen met zijn land.
Met Bursaspor werd hij in het seizoen 2009/10 landskampioen van Turkije. In 2024 werd hij hoofdtrainer van Bursaspor.

## Erelijst
| Süper Lig | 1x | 2009/10 |

1 Atağ ·
3 Tazgel ·
4 Ünver ·
5 Velioğlu ·
6 Dalkıran ·
7 Gür ·
8 Özyapı ·
9 Özek ·
10 Demir ·
11 Depe ·
15 Bayrak ·
16 Cengiz ·
17 Yılmaz ·
19 Akçay ·
20 Güney ·
22 Tunalı ·
23 Arıkan ·
25 Kartal ·
27 Yiğit ·
35 Çağıran ·
44 Kayacık ·
48 Dede ·
61 Sakı ·
75 İnanç ·
77 Genç ·
89 Çetin ·
92 Topayan ·
98 Matışlı ·
99 Babaoğlu ·
Coach: Batalla